# Debbie Harry
Debbie Harry, pseudonimo di Deborah Ann Harry (Miami, 1º luglio 1945), è una cantautrice, attrice e attivista statunitense.
Debbie Harry è nota per essere la cantante del gruppo Blondie, con i quali ha pubblicato singoli di successo come Heart Of Glass, One Way Or Another, Call Me e Maria.

## Biografia
Nata col nome di Angela Trimble a Miami, in Florida, il 1º luglio 1945; abbandonata dalla madre biologica, fu adottata a tre mesi dai coniugi Richard Harry e Catherine Peters, proprietari di un negozio di souvenir, con i quali si trasferì ad Hawthorne, nel New Jersey. Nel 1963 si diploma alla locale Hawthorne High School, dove all'ultimo anno viene eletta reginetta di bellezza, e nel 1965 si laurea presso il Centenary College di Hackettstown.
A circa vent'anni inizia a frequentare la scena artistica underground di New York, mantenendosi lavorando come estetista, modella e cameriera del Club di Playboy, del Max Kansas City e della Bourbon Tavern, e riesce ad entrare prima nel gruppo Wind in the Willows, con il quale incide un album omonimo nel 1968 come corista e percussionista. Passa poi al gruppo delle Stilettoes, le cui esibizioni tra cabaret e musica rock attirano l'attenzione degli addetti ai lavori, con pezzi come Dracula What Did You Do to My Mother, indossando abiti succinti e croci verdi, anticipando l'avvento del punk.
In questo periodo conosce Christopher "Chris" Stein, che entra a far parte degli Stilettoes e che sarà suo compagno di vita per circa quindici anni, oltre ad essere suo amico e collaboratore artistico in quasi tutti i suoi progetti. In breve tempo lei e Stein abbandonarono il gruppo e fondarono nel 1974 il primo nucleo dei Blondie.
In due interviste del 1989 e del 2010, Deborah Harry dichiarò di essere stata avvicinata nei primi anni settanta dal serial killer Ted Bundy mentre si trovava a New York, e di essersi salvata per caso. Nonostante la Harry abbia detto di aver riconosciuto Bundy dai notiziari televisivi, il sito web Snopes.com scrisse che molto probabilmente l'uomo non era Bundy: non ci sono prove che fosse a New York all'epoca. Snopes.com fece inoltre notare come Ann Rule, autrice di un libro su Ted Bundy, affermasse che falsi racconti di approcci da parte di Bundy non sono rari.

### Anni settanta

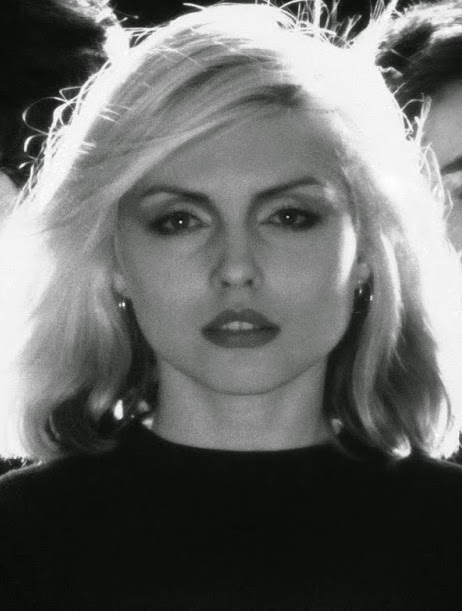
Debbie Harry negli anni settanta

Sono gli anni in cui appare spesso in servizi fotografici su Punk Magazine, in fotoromanzi in cui al suo fianco compaiono anche Joey Ramone e Lester Bangs. I Blondie si esibiscono spesso al CBGB, storico locale newyorkese nel quale hanno suonato tutti i gruppi più importanti del punk e della new wave statunitensi, dai Talking Heads ai Ramones. Quasi contemporaneamente inizia la carriera cinematografica, prima partecipando con il gruppo al documentario del 1976 The Blank Generation di Ivan Kral e Amos Poe, e poi sempre con il regista underground Amos Poe nei film Unmade Beds e The Foreigner, entrambi del 1977, e poi nel 1979 fu protagonista nel suo primo film ufficiale, Union City, di Marcus Reichert. Con il gruppo dei Blondie partecipò al film di Alan Rudolph, Roadie - Le strade del rock, 1980, nel quale si esibì dal vivo in una energica versione di Ring of Fire di Johnny Cash.
Come attrice, rifiutò il cliché della bambola bionda e interpretò una serie di personaggi a volte sgradevoli o decisamente ambigui: dall'aliena alla madre incestuosa, dalla strega alla casalinga razzista, a dimostrazione che il suo interesse per il cinema era artistico e non commerciale; in più di un'intervista dichiarò che la sua attrice preferita era Anna Magnani. Tra i film interpretati Videodrome di David Cronenberg, e Grasso è bello di John Waters negli anni ottanta; I delitti del gatto nero di John Harrison, Dolly's Restaurant di James Mangold e Six Ways to Sunday di Adam Bernstein negli anni novanta; Try Seventeen di Jeffrey Porter e La mia vita senza me di Isabel Coixet nei 2000.
Icona della musica punk e della moda ispirata a quella corrente musicale e culturale, Debbie Harry negli anni ha legato il suo nome ad artisti di valore, come lo stilista Stephen Sprouse, di cui ha indossato in esclusiva le creazioni e come Andy Warhol che dopo il ritratto che le fece nel 1980, lavorò con lei nei ritratti computerizzati nel 1986, o Hans Ruedi Giger che realizzò per lei la copertina dell'album Koo Koo o come William Gibson che le dedicò il libro Luce virtuale nel 1993, in cui è citata per il suo ruolo in Videodrome, e che nello stesso anno scrisse per lei la canzone Dog Star Girl.

### Anni ottanta
Nel 1980, all'apice del suo successo mondiale con i Blondie, partecipa al Muppet Show cantando dal vivo due pezzi del gruppo, ovvero Call Me e One Way or Another, e duettando con Kermit la Rana nel brano Rainbow Connection. Sempre quell'anno firma un contratto per la pubblicità dei jeans Murjani, per una cifra che si narra favolosa, e gira lo spot con musiche di John Lurie dei The Lounge Lizards.
Da solista la cantante pubblicò cinque album di stile più pop che non riuscirono tuttavia a ripetere l'enorme successo avuto con i Blondie: tra questi, il primo album Koo Koo del 1981, prodotto anche da Bernard Edwards e Nile Rodgers degli Chic era orientato verso la musica afroamericana.
Iconica la copertina di Hans Ruedi Giger, famoso per aver disegnato la creatura di Alien, in cui il volto di Debbie Harry appare trafitto da grossi spilloni. Censurato in Inghilterra per il forte impatto visivo, il disco riuscì comunque a raggiungere la top ten senza grossi mezzi pubblicitari di lancio del prodotto. Sempre nel 1981 firma la title track della colonna sonora del film Polyester di John Waters e partecipa al film New York Beat Movie al fianco di Jean-Michel Basquiat. Nel 1982 gira il film Videodrome di David Cronenberg.

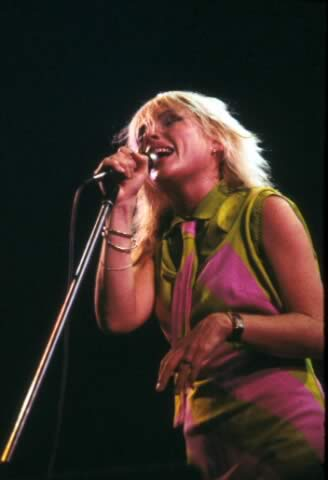
Debbie Harry in concerto a New York nel 1979

Poco dopo l'uscita dell'album dei Blondie The Hunter il suo compagno Chris Stein contrasse una rara e spesso mortale forma di malattia autoimmune, il pemfigo volgare; per assistere il suo compagno la Harry si ritirò dalle scene per quasi quattro anni. Stein fu ricoverato al Lenox Hospital per mesi e la convalescenza fu lenta e graduale: si narra che la Harry dormì in una sdraio a fianco del suo partner diverso tempo. Nel 1983 Debbie Harry partecipò alla piece teatrale Teaneck Tanzi: The Venus Flytrap al fianco di Andy Kaufman, per un solo show a Broadway. Nel periodo del ricovero del suo compagno la Harry pubblicò due singoli Rush Rush, 1983, per la colonna sonora del film Scarface e Feel the Spin, 1985, per la colonna sonora del film Krush Groove. L'amicizia con Andy Warhol iniziata negli anni settanta si trasformò in sodalizio artistico quando lui e Debbie Harry iniziano la serie di ritratti elettronici con Amiga il computer della Commodore nel 1985, durante la convalescenza di Chris Stein.
Nel 1986, quando le condizioni di Stein migliorarono notevolmente, la coppia lavorò ad un nuovo album, prodotto da Seth Justman della The J. Geils Band Rockbird, da cui fu estratta French Kissing in the USA, con la quale la Harry ritornò in top ten nel Regno Unito. L'album, sebbene più soffuso di new wave del precedente, non ebbe il successo aspettato, salì fino al numero 32 e fu disco d'oro in GB, mentre in America entrò nei top 100 di Billboard. La copertina ritrae il viso di Debbie fotografata da Guzman, la grafica è di Stephen Sprouse e lo sfondo è di Andy Warhol; sempre nel 1986 gira il film Forever Lulù di Amos Kollek al fianco di Hanna Schygulla e Alec Baldwin; nel 1987, alla morte di Warhol e all'uscita dei suoi Diari di Andy Warhol, lui scrisse che se si fosse dovuto sottoporre ad un intervento di chirurgia estetica, avrebbe voluto avere il viso e tutto il resto come Debbie Harry.
Sempre nel 1987 Debbie Harry partecipa alla colonna sonora del film Married with the Mob con il brano Liar Liar, mentre in TV interpreta un episodio della serie sci-fi Tales from the Darkside. Nel 1988 esce la compilation Once More in the Bleach che contiene brani remixati sia dei Blondie che del repertorio solista di Deborah Harry. Sempre nel 1988 recita nel film di John Waters Hairspray, in Italia uscito con il titolo Grasso è bello. Nel 1989 ci fu un ritorno alle sonorità dei Blondie con l'album Def, Dumb and Blonde, prodotto da Mike Chapman, il produttore degli album più famosi dei Blondie, dal quale vennero estratti diversi singoli e relativi video, tra i quali I Want that Man e Sweet and Low.
Questo lavoro contiene diverse canzoni new wawe nostalgiche di fine anni settanta attualizzate dalle sonorità degli anni ottanta grazie al contributo alla direzione artistica di Chris Stein, tra le canzoni c'è anche Maybe for Sure, la cui prima versione fu la colonna sonora di Rock and Rule, cult-movie a cartoni animati del 1983; a partire da questo album, Debbie modifica il suo nome in Deborah Harry. Per promuovere l'album inizia il suo primo tour solistico in Europa ed America. Nel 1989 compare come attrice e cantante nella serie televisiva Oltre la legge - L'informatore, in cui canta il brano Brite Side tratto da Def, Dumb and Blonde e partecipa anche all'album compilation Like a Girl, I Want You to Keep Coming con il pezzo in stile "tradizionale haitiano" Invocation to Papa Legba.

### Anni novanta
Inizia gli anni novanta duettando con Iggy Pop nel remake di Well Did You Evah, di Cole Porter per la raccolta Red, Hot & Blue e recita nel film I delitti del gatto nero. L'anno successivo esce la raccolta The Complete Picture - The Very Best of Deborah Harry and Blondie che torna in top ten in Inghilterra, Australia e Nuova Zelanda, e si esibisce in concerto in Gran Bretagna; sempre nel 1991 gira a fianco di James Russo, il film TV Intimate Stranger - uscito nelle sale italiane con il titolo Intimità mortale - diretto da Allan Holzman. Nel 1992 ha cantato il brano omonimo della colonna sonora del film Prelude to a Kiss e il brano Summertime Blues per il film That night, e con la band Heavy Metal dei Die Haut incide il brano Don't Cross My Mind; nel 1993 pubblica un album a suo nome Debravation, in cui compaiono ospiti come lo scrittore cyber-punk William Gibson autore del brano Dog Star Girl e musicisti come Anne Dudley, ex Art of Noise e Arthur Baker e nell'edizione statunitense ci sono anche i brani Tear Drops e My Last Date (With You) eseguito in collaborazione con i R.E.M., in contemporanea gira diretta da Paul Morrissey il cortometraggio Changing Fashion con Anthony Kiedis e Sofia Coppola e Body Bags - Corpi estranei di John Carpenter. Con Chris Stein collabora per il brano In Just Spring di John Cage dal cd tributo Caged/Uncaged e appare nella compilation Cash Cow con Moroccan Rock, Pipe of Pain.
Nel 1994 inizia a collaborare con il gruppo di jazz d'avanguardia The Jazz Passengers, con i quali incide un pezzo del loro cd In love dal titolo Dog in Sand. Nel 1995 con il gruppo argentino Los Fabulosos Cadillacs incide il remake dei The Beatles Strawberry Fields Forever per il loro album Rey Azucar, sempre del 1995 è la cover di Don't Be Cruel per l'album tributo a Otis Blackwell, nel 1996 incide con gli Head la title track del loro album No Talking Just Head ed esce il film Dolly's Restaurant di James Mangold, per il quale riceve il plauso della critica. Ma gli anni novanta segnano una svolta importante per Deborah Harry perché cementa stabilmente la sua adesione, sia in studio che in concerto, con il gruppo jazz dei Jazz Passengers, con i quali pubblica due album e un singolo come loro voce solista: nel 1996 Individually Twisted, nel 1997 con il loro vibrafonista Bill Ware canta nel singolo Command & Obey e nel 1998 esce il cd Live in Spain tra il 1996 e il 1998 parte in tour in Europa ed America con il gruppo. Nel 1997 è in tour con i Jazz Passengers in America ed in Europa e gira il film Six Ways to Sunday, nel 1998 incide una versione di (Ghost) Riders in the Sky per la colonna sonora del film Three Businessmen e la canzone Atomic dei Blondie viene scelta come soundtrack dalla Coca-Cola per il Campionato Mondiale di calcio e in contemporanea esce una compilation dei Blondie che scala le classifiche europee.
Dalla metà degli anni novanta ci fu in Gran Bretagna una riscopeta del gruppo dei Blondie, dopo il remix di Atomic del 1994, l'anno successivo vennero pubblicati due album di brani remixati: Remixed, Remade, Remodeled: the Remix Project e Beatiful: the Remix Album e arrivarono al successo diversi gruppi che vi si ispiravano, come Sleeper, Elastica, The Cardigans, Garbage e oltreoceano i No Doubt. Nel 1998, dopo una sua memorabile partecipazione a Wigstock, festival drag di New york, dove partecipò abbigliata come nella Nascita di Venere di Sandro Botticelli, il gruppo si riunì e l'anno successivo ritornò al successo col singolo Maria che anticipò l'album No Exit. Nel 1999 il lavoro ricorda l'ultima fase del gruppo imperniata sul crossover di generi diversi; tra i brani - oltre al rap della title track - lo ska Screamin' Skin, il country-rock Under the Gun e Night Wind Sent, ballata ripresa da Mina. Nel 1999 esce anche la raccolta Most of All, the Best of Deborah Harry e viene anche pubblicato il brano realizzato in collaborazione con Robert Jacks dal titolo Der Einziger Weg (The Only Way) - Theme from Texas Chainsaw Massacre. Il 1999 termina con l'assegnazione del dodicesimo posto nella lista delle grandi donne del rock and roll, fatta da VH1's 100 women of rock & roll.

### Anni duemila

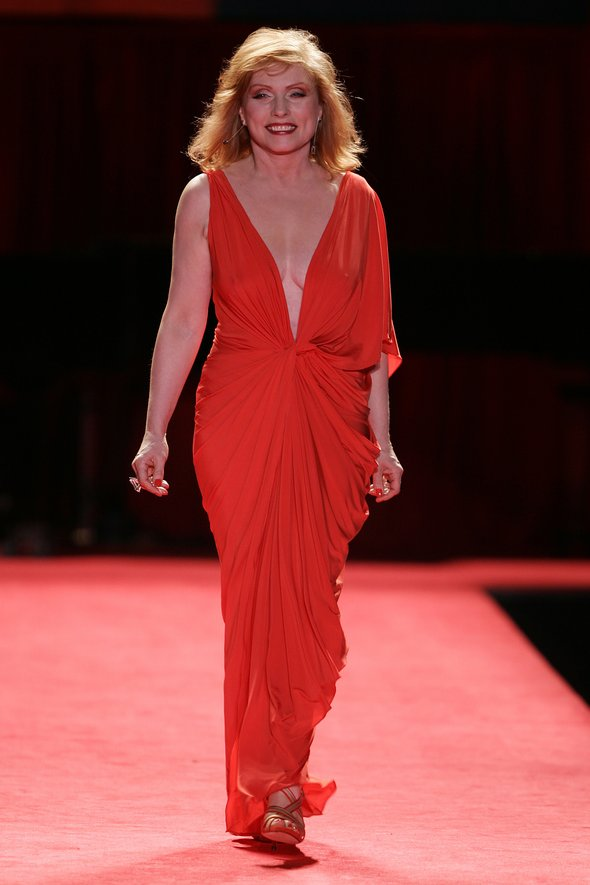
Debbie Harry nel 2006

Del 2001 è invece la sua partecipazione all'album Cinema italiano con due brani, You'll Come to Me da Amarcord e When Love Comes By da Il postino, disco a cui partecipano anche Sting e Luciano Pavarotti e collabora con Andy Summers, ex chitarrista del gruppo The Police, cantando Weird Nightmare nel suo album Peggy's Blue Skyligts, e di nuovo partecipa ad un album di Bill Ware cantando Me and You nel suo album Vibes 4; nel 2002 gira il film Try Seventeen in cui seduce il protagonista Elijah Wood e si esibisce dal vivo a Londra al Barbican Centre con i Jazz Passengers e la BBC Concert Orchestra e si piazza al numero 18 della classifica delle artiste più sexy di ogni tempo.
Nel 2003 interpreta Stormy Weather per l'album tributo Stormy Weather, the Music of Arold Arlen e canta nel pezzo Incontrollable Love del duo Blow-Up; partecipa anche al film La mia vita senza me di Isabel Coixet. Nel 2003 esce The Curse of Blondie, il cui singolo Good Boys rinnova il sodalizio artistico con Giorgio Moroder: l'album risente di una serie di disavventure accadute durante la sua registrazione, come l'attentato terroristico dell'11 settembre 2001 e la perdita dei nastri registrati e vede rimandata la sua uscita e comunque non ottiene il successo del precedente. Ma ormai Debbie Harry è considerata un'icona della musica e della moda e diverse collezioni di moda da parte di più stilisti le vengono dedicate. Lo stesso anno partecipa a VH1 Divas 2004 duettando con Eve e Joss Stone e canta in duetto con Perry Farrell dei Jane's Addiction nel brano dal titolo Patience Bossa con relativo video diretto da Gary Oldman tratto dall'album A World of Happiness, nel quale canta anche il pezzo Dontcha Wanna Know, i cui introiti furono devoluti per cure e assistenza ai malati pediatrici di AIDS.
Nel 2006 collabora con Moby nel singolo New York New York, nello stesso anno appare nell'allestimento teatrale di danza The show: Achille's Hills di Richard Move al fianco di Michail Baryšnikov. Ma soprattutto nel 2006 con il gruppo dei Blondie entra nella Rock and Roll Hall of Fame. Nel 2007 pubblica il suo quinto album da solista intitolato Necessary Evil, a distanza di 14 anni dal precedente Debravation, a cui segue un tour negli Stati Uniti. Sempre nel 2007 partecipa al True Colors Concert Tour, evento in supporto dei diritti umani creato da Cyndi Lauper. Il 5 settembre 2008 si è esibita sul palco dei "Fashion Rocks" insieme alla cantante Fergie duettando la canzone Call me, lo stesso anno farà un tour mondiale per il trentennale di Parallel Lines.

### Dopo il 2010

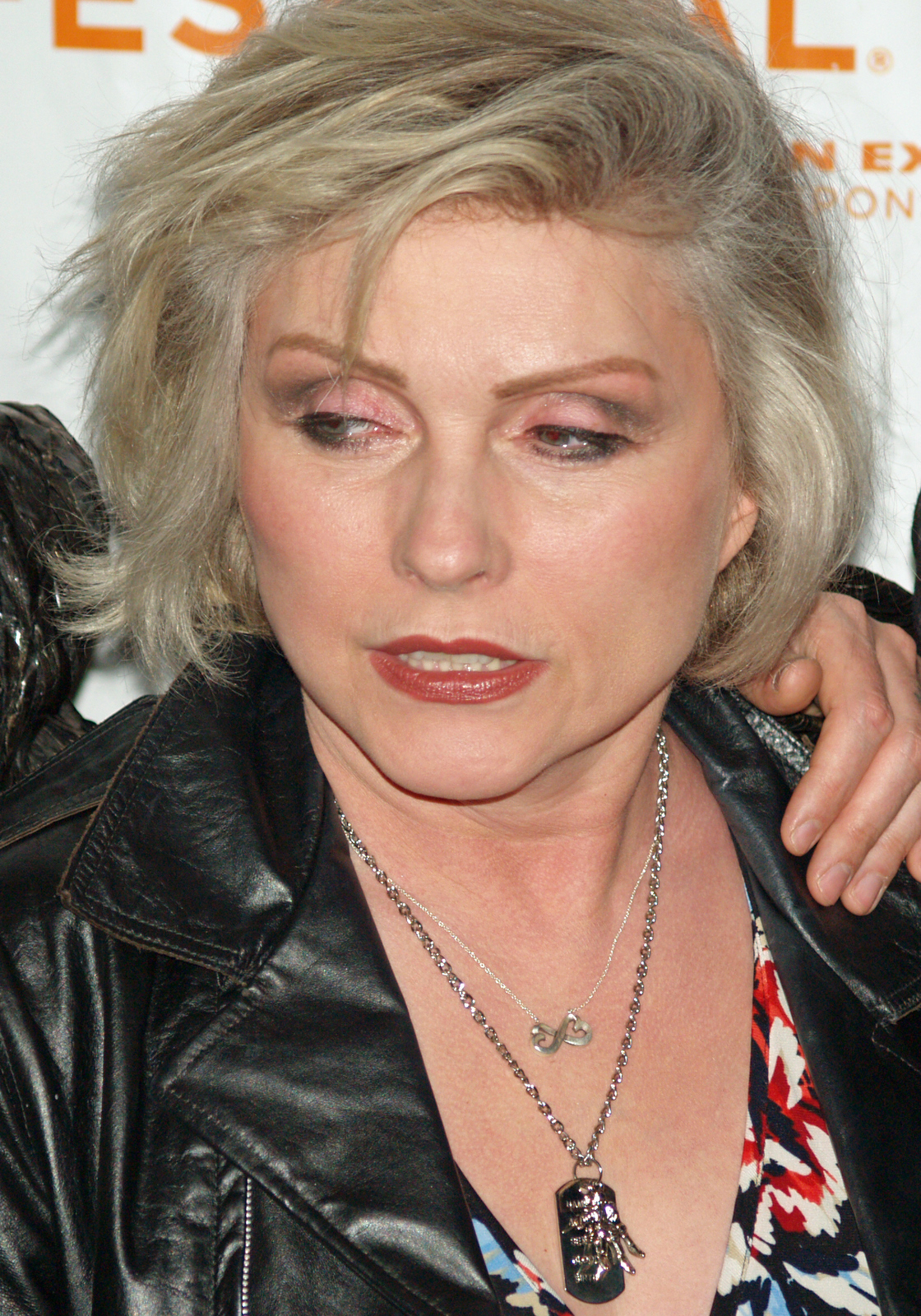
Debbie Harry nel 2008

Nel 2010 ha duettato con Nick Cave nel CD We Are Only Riders - The Jeffrey Lee Pierce Session Project, tributo a Jeffrey Lee Pierce, nel brano Free to Walk e l'anno seguente ha duettato di nuovo con Cave anche nel secondo tributo a Pierce The Journey Is Long, nel brano The Breaking Hands. Sempre nel 2011 con i Blondie ha pubblicato il CD Panic of Girls seguito da un'altra tournée mondiale, e con i Franz Ferdinand ha cantato nel brano Live Alone nell'EP del gruppo Covers. Nel 2012 partecipa al progetto Occupy this album con il pezzo Safety in Numbers e canta il brano Do It Yourself nel CD di artisti vari Kinderangst. Nel 2013 compare nell'album di Étienne Daho duettando in Chansons de l'innocence retrouvée e nel dicembre del 2013 partecipa al concerto tributo per Lou Reed cantando White Light, White Heat.
Nel 2014 sempre con i Blondie pubblica la raccolta Blondie for Ever e il CD di inediti Ghosts of Download, con i quali ha festeggiato i quarant'anni di attività con il gruppo. Nell'aprile dello stesso anno è salita sul palco del festival di Coachella per il finale del concerto degli Arcade Fire, con i quali ha cantato Heart of Glass. Nel febbraio 2015 è salita sul palco a New York a fianco di Kate Pierson dei The B-52s per il bis finale di Kate. Il 5 marzo 2015 si è esibita alla Carnegie Hall per il festival di beneficenza per il Tibet e dal 24 marzo seguente si è esibita per dieci serate "tutto esaurito" al Cafè Carlyle di New York. Nell'estate 2015 è in tour con i Blondie negli USA. Nell'autunno 2015, Debbie Harry e Chris Stein hanno fatto una comparsata a fianco dei Gregory Brothers in un episodio di Songify News. Il 31 marzo 2016, in occasione del concerto-tributo a David Bowie, si è esibita cantando Starman alla Carnegie Hall. A febbraio 2017 ha vinto il premio Icona di stile di Elle, ed è uscito il singolo Fun tratto dal nuovo album dei Blondie pubblicato il 5 maggio 2017 dal titolo Pollinator. Per lanciare il CD, che è entrato in classifica in Europa, in America e in Australia, viene organizzato un primo tour in Australia, poi un secondo in Europa con Phil Collins nel giugno 2017 e un terzo tour con i Garbage nel luglio 2017 in America.

## Vita privata e attivismo

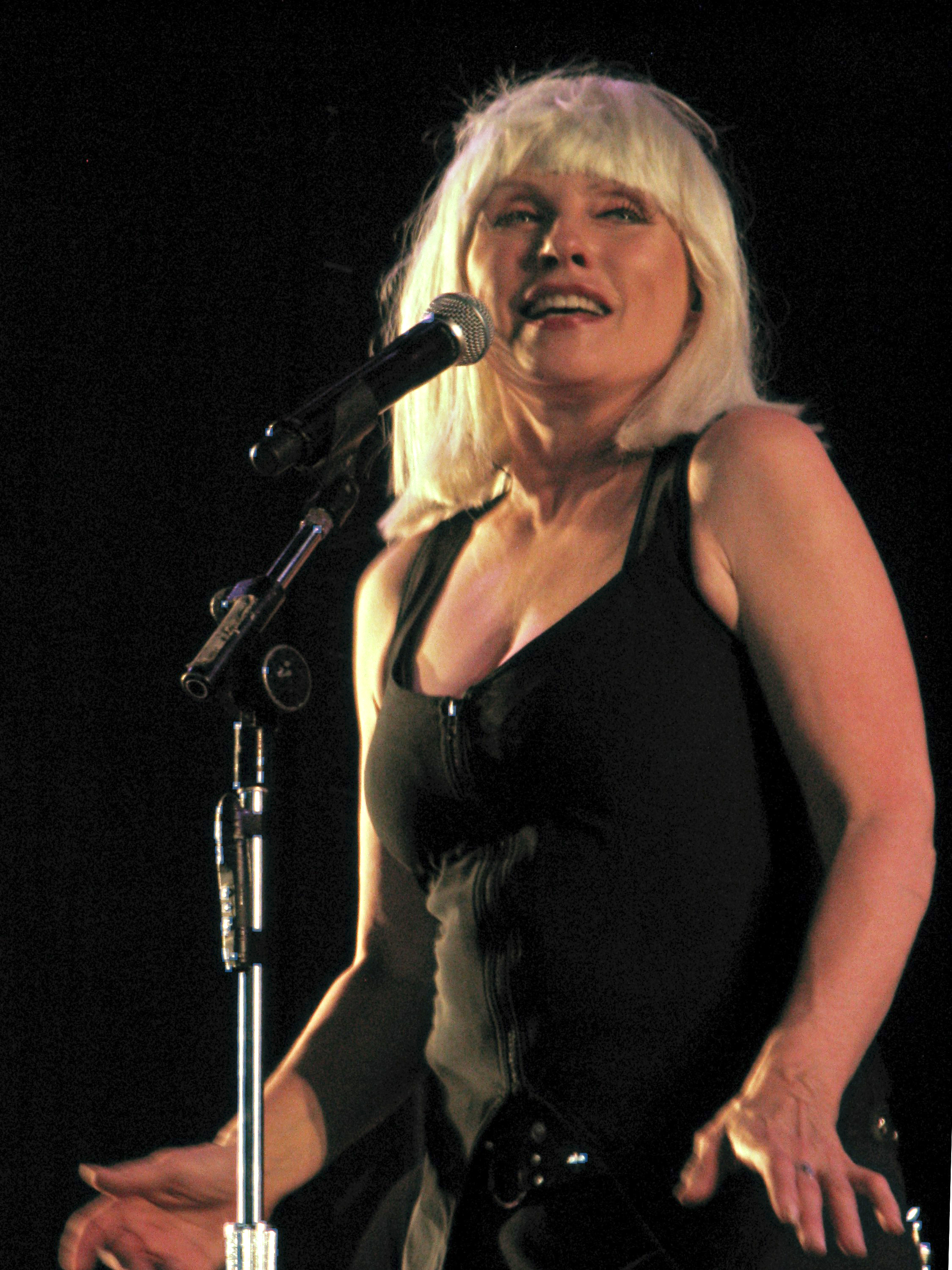
Debbie Harry nel 2011

Della sua vita privata si sa poco: amante dei gatti e dei cani, dopo la fine della sua relazione con Christopher "Chris" Stein, avvenuta nel 1989. Non ha avuto figli.
Negli anni settanta fece scalpore la sua dichiarazione che "soltanto le donne e i gay avevano qualcosa di nuovo da dire nel rock"; il mondo del rock era un ambiente piuttosto sessista e all'epoca una donna che capeggiava una band era poco credibile. Dopo la sua battaglia contro la discriminazione sessuale, si trovò ad affrontare quella contro la discriminazione di età: già nel 2000 (55 anni di età) entrò nel Guinness dei primati come la donna più matura al numero uno in classifica.
Pioniera in molte battaglie civili per i diritti dei gay, per i quali ha partecipato a festival come il "True Colors" o "Wigstock", ha anche rifiutato di esibirsi con i Blondie a Soči in Russia, nel 2014, per le discriminazioni verso gli omosessuali. Dal 2017 si impegna attivamente a difendere l'ambiente, sebbene in passato avesse già aderito a iniziative di questo genere: ad esempio, il 1º febbraio 1992 aveva partecipato ai festeggiamenti del ventunesimo anniversario di Greenpeace a San Diego e nel maggio 2010 aveva aderito al concerto "Rainforest Fund Benefit" al fianco di Sting e Lady Gaga. Nel tour di lancio dell'ultimo CD dei Blondie Pollinator, dedicato al tema della sopravvivenza delle api, fondamentali per il ruolo d'impollinatrici, indossa un mantello con la scritta "Stop fucking the planet" e sfila per una marca di abiti realizzati con materiale riciclato. Nell'ottobre 2019 è stata pubblicata la sua autobiografia dal titolo Face it.

## Discografia

### Solista

#### Album in studio
- 1981 – KooKoo
- 1986 – Rockbird
- 1989 – Def, Dumb and Blonde
- 1993 – Debravation
- 2007 – Necessary Evil

#### Raccolte
- 1988 – Once More into the Bleach (Blondie & Deborah Harry)
- 1991 – The Complete Picture: The Very Best of Deborah Harry and Blondie
- 1997 – Individually Twisted (The Jazz Passengers featuring Deborah Harry)

#### Live
- 1998 – Live in Spain (The Jazz Passengers featuring Deborah Harry)

#### Singoli
| Artista                             | Anno | Canzone                        | Hot 100 USA | Dance USA | Rock Moderno USA | Singoli UK | Album                                                                  |
| ----------------------------------- | ---- | ------------------------------ | ----------- | --------- | ---------------- | ---------- | ---------------------------------------------------------------------- |
| Debbie Harry                        | 1981 | Backfired                      | 43          | 29        | -                | 32         | KooKoo                                                                 |
| Debbie Harry                        | 1981 | The Jam Was Moving             | 82          | -         | -                | -          | KooKoo                                                                 |
| Debbie Harry                        | 1983 | Rush, Rush                     | 105         | 28        | -                | 87         | Scarface (Soundtrack)                                                  |
| Debbie Harry                        | 1985 | Feel the Spin                  | -           | 2         | -                | -          | Krush Groove (Soundtrack)                                              |
| Debbie Harry                        | 1986 | French Kissin' in the USA      | 57          | -         | -                | 8          | Rockbird                                                               |
| Debbie Harry                        | 1986 | In Love with Love              | 70          | 1         | -                | 45         | Rockbird                                                               |
| Debbie Harry                        | 1986 | Free to Fall                   | -           | -         | -                | 46         | Rockbird                                                               |
| Debbie Harry                        | 1988 | Denis '88/ Rapture '88         | -           | -         | -                | -          | Once More into the Bleach                                              |
| Debbie Harry                        | 1988 | Liar, Liar                     | -           | -         | 14               | -          | Married to the Mob (Soundtrack)                                        |
| Deborah Harry                       | 1989 | I Want That Man                | -           | -         | 2                | 13         | Def, Dumb and Blonde                                                   |
| Deborah Harry                       | 1989 | Kiss It Better                 | -           | -         | 12               | -          | Def, Dumb and Blonde                                                   |
| Deborah Harry                       | 1989 | Brite Side                     | -           | -         | -                | 59         | Def, Dumb and Blonde                                                   |
| Deborah Harry                       | 1990 | Sweet and Low                  | -           | 17        | -                | 57         | Def, Dumb and Blonde                                                   |
| Deborah Harry                       | 1990 | Maybe For Sure                 | -           | -         | -                | 89         | Def, Dumb and Blonde                                                   |
| Deborah Harry                       | 1992 | Summertime Blues               | -           | -         | -                |            | That Night (Soundtrack)                                                |
| Deborah Harry                       | 1993 | I Can See Clearly              | -           | 2         | -                | 23         | Debravation                                                            |
| Deborah Harry                       | 1993 | Strike Me Pink                 | -           | -         | -                | 46         | Debravation                                                            |
| Groove Thing featuring Debbie Harry | 1997 | Command and Obey               | -           | 42        | -                | -          | This Is No Time                                                        |
| Groove Thing featuring Debbie Harry | 1999 | Command and Obey (Remix)       | -           | 49        | -                | -          | -                                                                      |
| Deborah Harry and Robbie Jacks      | 1998 | Der Einzige Weg (The Only Way) | -           | -         | -                | -          | -                                                                      |
| Deborah Harry                       | 2001 | Ghost Riders in the Sky        | -           | -         | -                | -          | Internet Only Release Archiviato il 15 marzo 2016 in Internet Archive. |
| Deborah Harry                       | 2006 | Dirty and Deep                 | -           | -         | -                | -          | Internet Only Release Archiviato il 15 marzo 2016 in Internet Archive. |
| Moby featuring Debbie Harry         | 2006 | New York, New York             | -           | -         | -                | 43         | Go: The Very Best of Moby                                              |
| Debbie Harry                        | 2007 | Two Times Blue                 | TBC         | TBC       | TBC              | TBC        | Necessary Evil                                                         |

### Con i Blondie

#### Album in studio
- 1976 – Blondie
- 1977 – Plastic Letters
- 1978 – Parallel Lines
- 1979 – Eat to the Beat
- 1980 – Autoamerican
- 1982 – The Hunter
- 1999 – No Exit
- 2003 – The Curse of Blondie
- 2011 – Panic of Girls
- 2014 – Ghosts of Download
- 2017 – Pollinator

## Filmografia

### Cinema
- Roadie - La via del rock (Roadie), regia di Alan Rudolph (1980)
- New York Beat Movie (Downtown 81), regia di Edo Bertoglio (1981)
- Videodrome, regia di David Cronenberg (1983)
- Wild Style, regia di Charlie Ahearn (1983)
- Grasso è bello (Hairspray), regia di John Waters (1988)
- New York Stories, regia di Francis Ford Coppola, Woody Allen e Martin Scorsese (1989)
- I delitti del gatto nero (Tales from the Darkside), regia di John Harrison (1990)
- Dolly's Restaurant (Heavy), regia di James Mangold (1995)
- Cop Land, regia di James Mangold (1997)
- The Fluffer, regia di Richard Glatzer (2001)
- Deuces Wild - I guerrieri di New York (Deuces Wild), regia di Scott Kalvert (2002)
- Spun, regia di Jonas Åkerlund (2002)
- Tutto quello che voglio (All I Want), regia di Jeffrey Porter (2002)
- La mia vita senza me (My Life Without Me), regia di Isabel Coixet (2003)
- Anamorph - I ritratti del serial killer (Anamorph), regia di Henry S. Miller (2007)
- Lezioni d'amore (Elegy), regia di Isabel Coixet (2008)
- River of Fundament, regia di Matthew Barney (2014)

### Televisione
- Muppet Show (The Muppet Show) – serie TV, episodio 5x09 (1981)
- Saturday Night Live – programma televisivo, episodio 6x10 (1981)
- Crime Story – serie TV, episodio 1x20 (1987)
- Un salto nel buio (Tales from the Darkside) – serie TV, episodio 4x04 (1987)
- Oltre la legge - L'informatore (Wise Guy) – serie TV, episodi 2x13, 2x14, 2x15 (1989)
- Monsters – serie TV, episodio 3x18 (1991)
- Body Bags - Corpi estranei (Body Bags), regia di John Carpenter e Tobe Hooper – film TV (1993)
- Sabrina, vita da strega (Sabrina, the Teenage Witch) – serie TV, episodio 1x01 (1996)
- Absolutely Fabulous – serie TV, episodio 4x07 (2002)
- Difficult People – serie TV, episodi 1x06, 2x10 (2015-2016)
- RuPaul's Drag Race – programma televisivo, episodio 8x04 (2016)
- High Fidelity – serie TV, episodio 1x03 (2020)

## Doppiatrici italiane
Nelle versioni in italiano delle opere in cui ha recitato, Debbie Harry è stata doppiata da:
- Liliana Sorrentino in Videodrome
- Melina Martello in Grasso è bello
- Angiola Baggi ne I delitti del gatto nero, Dolly's Restaurant
- Stefania Romagnoli in Deuces Wild - I guerrieri di New York
- Serena Verdirosi in Tutto quello che voglio
- Michela Alborghetti in Lezioni d'amore